# Jakov Polonskij
Jakov Petrovitj Polonskij (ryska: Яков Петрович Полонский), född 18 december (gamla stilen: 6 december) 1819 i Rjazan, död 30 oktober (gamla stilen: 18 oktober) 1898 i Sankt Petersburg, var en rysk skald.
Polonskij tjänstgjorde länge som censor och blev 1896 medlem av den stora presskommittén. Han var en finkänslig lyriker med vemodig grundton, och hans diktning utmärkte sig för en upphöjd idealitet. Särskilt hans stämningsbilder från Kaukasien är musikaliskt melodiska och innerliga, men föga plastiska. I hans senaste diktning framträder det religiösa elementet kraftigare. Bland hans längre dikter märks den täcka idyllen Kuznetjik-muzykant ("Gräshoppan-musikant") i fem sånger. Hans bilder ur barnavärlden är också burna av varm känslofullhet. Däremot gjorde han föga lycka med sina romaner: Priznanija Sergeja Tjalygina (Sergej Tjalygins bekännelser, 1888), Krutyja gorki (Branta kullar) och Desjevyj gorod (Den billiga staden) samma år. Han var god vän till Afanasij Fet och Ivan Turgenjev och efterlämnade intressanta skildringar ur sitt litterära liv. Hans samlade skrifter utgavs 1869 och 1885–86 och samlade dikter 1896 i fem delar.